# Artigues-près-Bordeaux
Artigues-près-Bordeaux là một xã của tỉnh Gironde, thuộc vùng Nouvelle-Aquitaine, tây nam nước Pháp.